# Giải BAFTA lần thứ 60
Giải BAFTA lần thứ 60 được trao bởi Viện Hàn lâm Nghệ thuật Điện ảnh và Truyền hình Anh Quốc năm 2007 để tôn vinh những bộ phim xuất sắc nhất năm 2006.
Paul Greengrass giành giải Đạo diễn xuất sắc nhất với United 93, bộ phim cũng đoạt giải Dựng phim xuất sắc nhất. Forest Whitaker đoạt giải Nam diễn viên chính xuất sắc nhất với phim Vị vua cuối cùng của Scotland, bộ phim cũng đoạt giải Phim Anh và Kịch bản chuyển thể xuất sắc nhất. Giải BAFTA cho phim hoạt hình hay nhất lần đầu tiên được trao với tác phẩm đoạt giải là Happy Feet của đạo diễn George Miller.

## Chiến thắng và đề cử

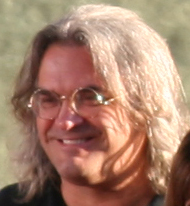
Paul Greengrass, Đạo diễn xuất sắc nhất

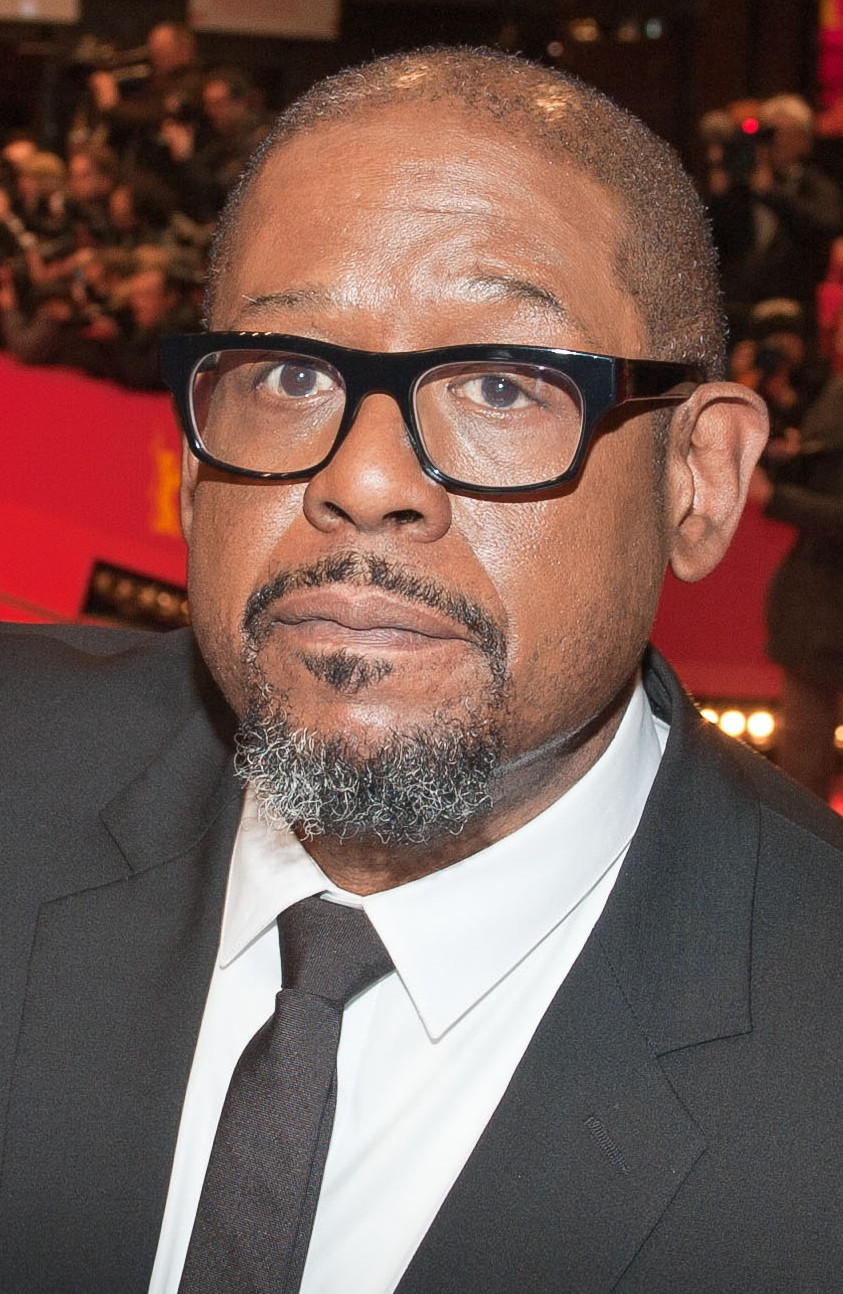
Forest Whitaker, Nam diễn viên chính xuất sắc nhất

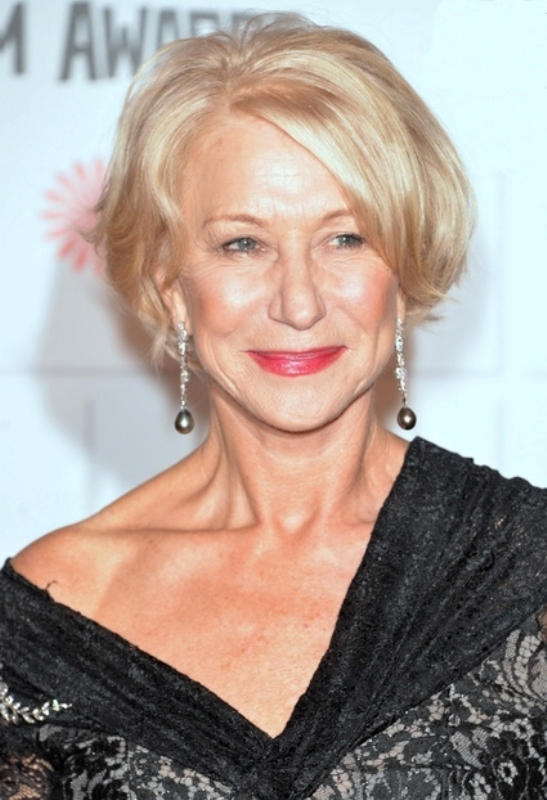
Helen Mirren, Nữ diễn viên chính xuất sắc nhất

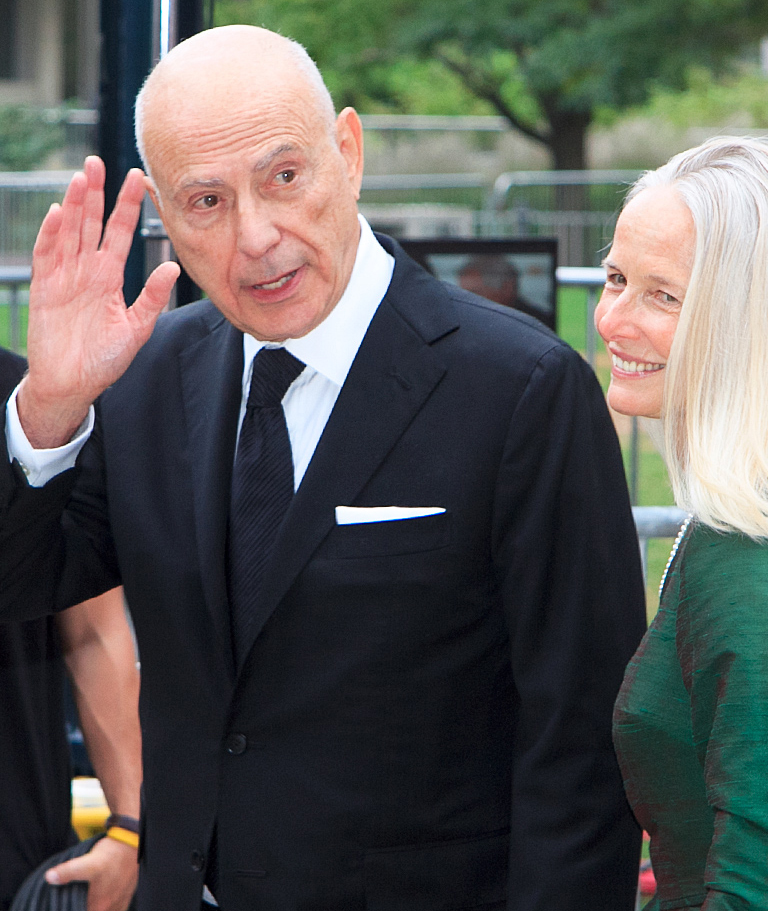
Alan Arkin, Nam diễn viên phụ xuất sắc nhất

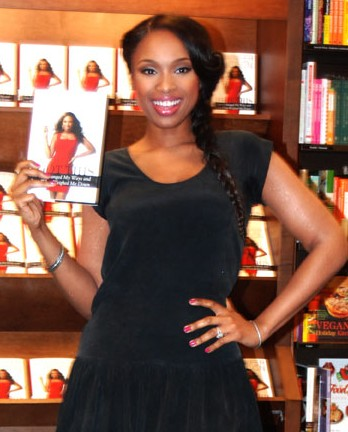
Jennifer Hudson, Nữ diễn viên phụ xuất sắc nhất

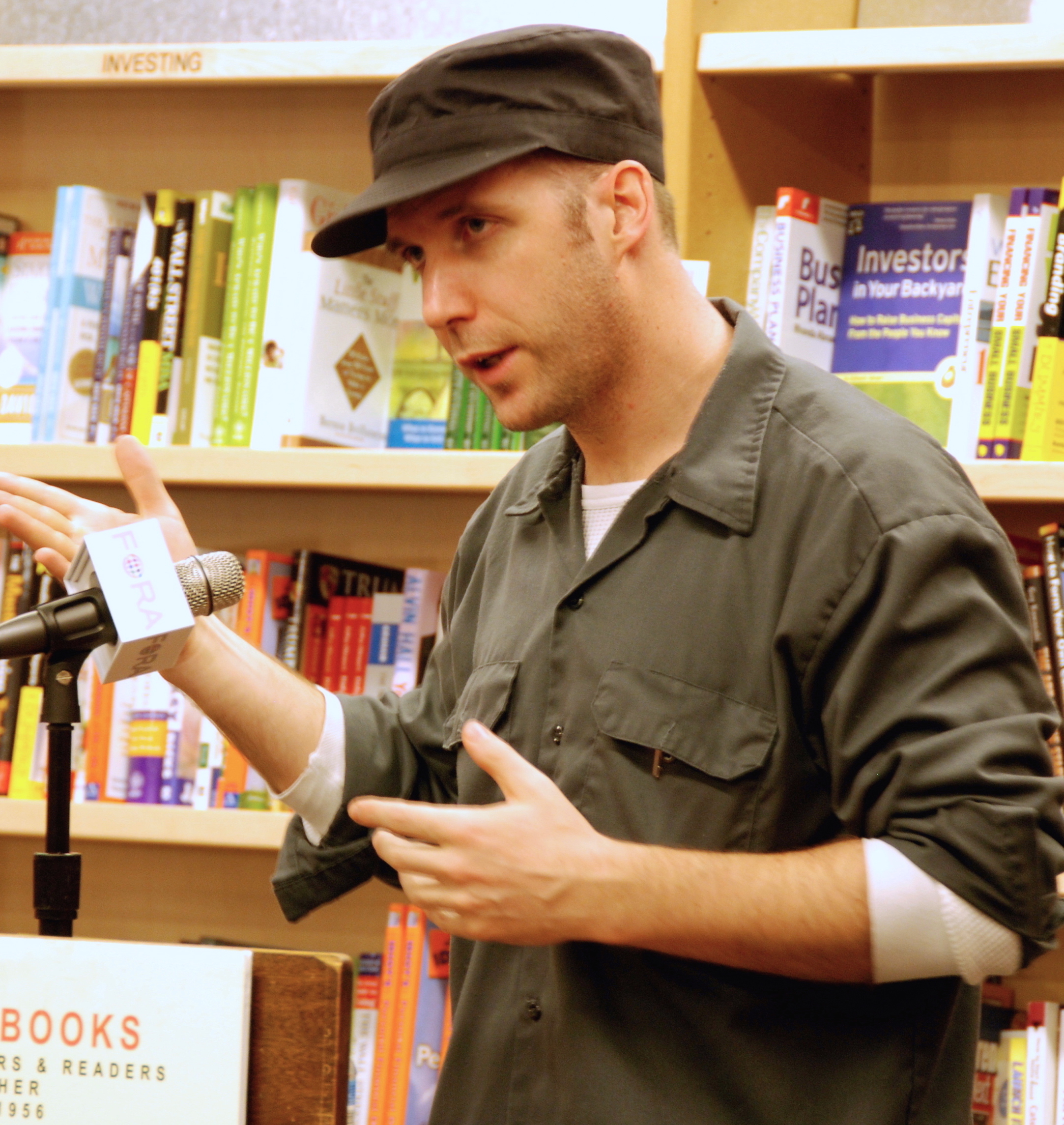
Michael Arndt, Kịch bản gốc xuất sắc nhất

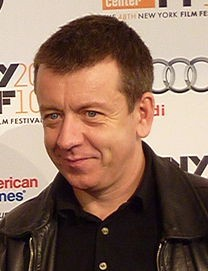
Peter Morgan, đồng Kịch bản chuyển thể xuất sắc nhất

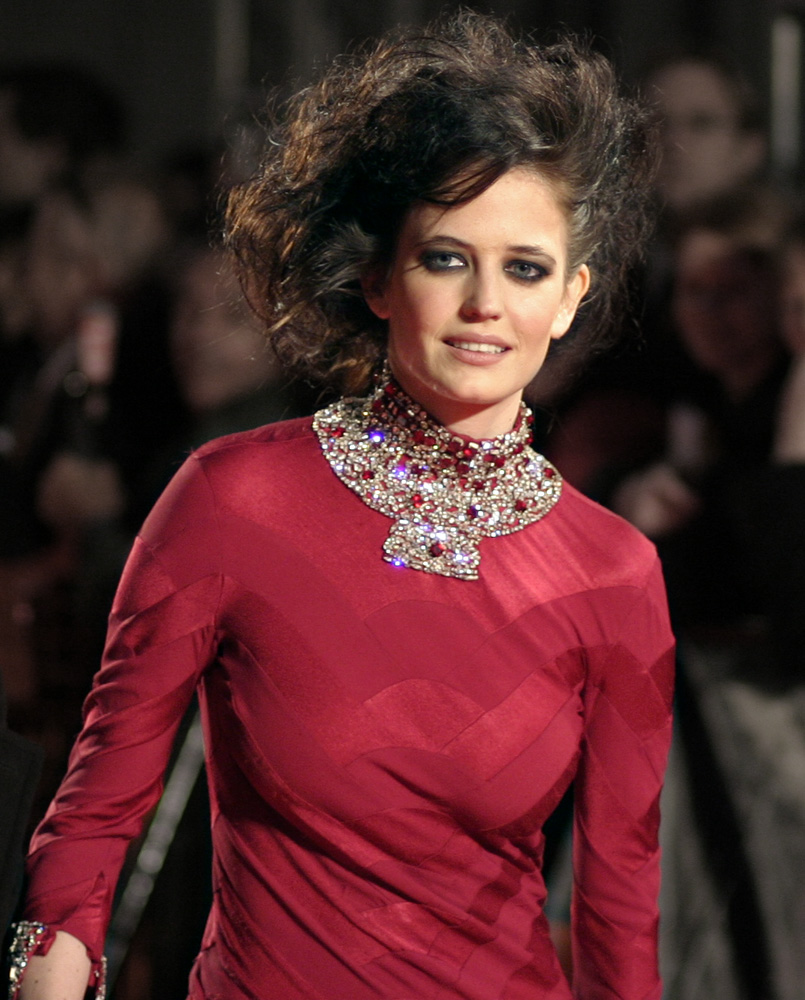
Eva Green, Ngôi sao triển vọng

| Phim hay nhất The Queen – Andy Harries, Christine Langan và Tracey Seaward - Babel – Alejandro González Iñárritu, Jon Kilik và Steve Golin - Điệp vụ Boston – Brad Pitt, Brad Grey và Graham King - Vị vua cuối cùng của Scotland – Andrea Calderwood, Lisa Bryer và Charles Steel - Little Miss Sunshine – Albert Berger, David T. Friendly và Ron Yerxa | Đạo diễn xuất sắc nhất Paul Greengrass – United 93 - Alejandro González Iñárritu – Babel - Jonathan Dayton and Valerie Faris – Little Miss Sunshine - Martin Scorsese – Điệp vụ Boston - Stephen Frears – The Queen |
| Nam diễn viên chính xuất sắc nhất Forest Whitaker – Vị vua cuối cùng của Scotland vai Idi Amin - Daniel Craig – Sòng bạc hoàng gia vai James Bond - Leonardo DiCaprio – Điệp vụ Boston vai William Costigan - Peter O'Toole – Venus vai Maurice Russell - Richard Griffiths – The History Boys vai Douglas | Nữ diễn viên chính xuất sắc nhất Helen Mirren – The Queen vai Elizabeth II - Judi Dench – Notes on a Scandal vai Barbara Covett - Kate Winslet – Little Children vai Sarah Pierce - Meryl Streep – Yêu nữ thích hàng hiệu vai Miranda Priesly - Penélope Cruz – Volver vai Raimunda |
| Nam diễn viên phụ xuất sắc nhất Alan Arkin – Little Miss Sunshine vai Edwin Hoover - Jack Nicholson – Điệp vụ Boston vai Francis Costello - James McAvoy – Vị vua cuối cùng của Scotland vai Nicholas Garrigan - Leslie Phillips – Venus vai Ian - Michael Sheen – The Queen vai Tony Blair | Nữ diễn viên phụ xuất sắc nhất Jennifer Hudson – Giấc mơ danh vọng vai Effie White - Abigail Breslin – Little Miss Sunshine vai Olive Hoover - Emily Blunt – Yêu nữ thích hàng hiệu vai Emily Charlton - Frances de la Tour – The History Boys vai Bà Dorothy - Toni Collette – Little Miss Sunshine vai Sheryl Hoover |
| Kịch bản gốc xuất sắc nhất Little Miss Sunshine – Michael Arndt - Babel – Guillermo Arriaga - Mê cung thần nông – Guillermo del Toro - The Queen – Peter Morgan - United 93 – Paul Greengrass | Kịch bản chuyển thể xuất sắc nhất Vị vua cuối cùng của Scotland – Peter Morgan và Jeremy Brock - Sòng bạc hoàng gia – Neal Purvis, Robert Wade và Paul Haggis - Điệp vụ Boston – William Monahan - Yêu nữ thích hàng hiệu – Aline Brosh McKenna - Notes on a Scandal – Patrick Marber |
| Quay phim xuất sắc nhất Children of Men – Emmanuel Lubezki - Babel – Rodrigo Prieto - Sòng bạc hoàng gia – Phil Méheux - Mê cung thần nông – Guillermo Navarro - United 93 – Barry Ackroyd | Thiết kế phục trang xuất sắc nhất Mê cung thần nông – Lala Huete - Yêu nữ thích hàng hiệu – Patricia Field - Marie Antoinette – Milena Canonero - Cướp biển vùng Caribbe 2: Chiếc rương tử thần – Penny Rose - The Queen – Consolata Boyle |
| Dựng phim xuất sắc nhất United 93 – Clare Douglas, Christopher Rouse và Richard Pearson - Babel – Stephen Mirrione và Douglas Crise - Sòng bạc hoàng gia – Stuart Baird - Điệp vụ Boston – Thelma Schoonmaker - The Queen – Lucia Zucchetti | Hóa trang và làm tóc xuất sắc nhất Mê cung thần nông – Jose Quetglas và Blanca Sanchez - Yêu nữ thích hàng hiệu – Nicki Ledermann và Angel De Angelis - Marie Antoinette – Jean-Luc Russier và Desideria Corridoni - Cướp biển vùng Caribbe 2: Chiếc rương tử thần – Ve Neill và Martin Samuel - The Queen – Daniel Phillips |
| Nhạc phim hay nhất Babel – Gustavo Santaolalla - Sòng bạc hoàng gia – David Arnold - Giấc mơ danh vọng – Henry Krieger - Happy Feet – John Powell - The Queen – Alexandre Desplat | Thiết kế sản xuất xuất sắc nhất Children of Men – Jim Clay, Geoffrey Kirkland và Jennifer Williams - Sòng bạc hoàng gia – Peter Lamont, Lee Sandales và Simon Wakefield - Marie Antoinette – K. K. Barrett và Veronique Melery - Mê cung thần nông – Eugenio Caballero và Pilar Revuelta - Cướp biển vùng Caribbe 2: Chiếc rương tử thần – Rick Heinrichs và Cheryl Carasik |
| xuất sắc nhất Sòng bạc hoàng gia – Chris Munro, Eddy Joseph, Mike Prestwood Smith, Martin Cantwell và Mark Taylor - Babel – José Antonio Garcia, Jon Taylor, Chris Minkler và Martin Hernández - Mê cung thần nông – Martin Hernández, Jaime Baksht và Miguel Polo - Cướp biển vùng Caribbe 2: Chiếc rương tử thần – Christopher Boyes, George Watters II, Paul Massey và Lee Orloff - United 93 – Chris Munro, Mike Prestwood Smith, Douglas Cooper, Oliver Tarney và Eddy Joseph                     | Hiệu ứng hình ảnh đặc biệt xuất sắc nhất Cướp biển vùng Caribbe 2: Chiếc rương tử thần – John Knoll, Hal Hickel, Charles Gibson và Allen Hall - Sòng bạc hoàng gia – Steve Begg, Chris Corbould, John Paul Docherty và Ditch Boy - Children of Men – Frazer Churchill, Tim Webber, Michael Eames và Paul Corbould - Mê cung thần nông – Edward Irastorza, Everett Burrell, David Martí và Montse Ribé - Siêu nhân trở lại – Mark Stetson, Neil Corbould, Richard R. Hoover và Jon Thum |
| Phim Anh hay nhất Vị vua cuối cùng của Scotland – Andrea Calderwood, Lisa Bryer, Charles Steel, Kevin Macdonald, Peter Morgan và Jeremy Brock - Sòng bạc hoàng gia – Michael G. Wilson, Barbara Broccoli, Martin Campbell, Neal Purvis, Robert Wade và Paul Haggis - Notes on a Scandal – Scott Rudin, Robert Fox, Richard Eyre và Patrick Marber - The Queen – Andy Harries, Christine Langan, Tracey Seaward, Stephen Frears và Peter Morgan - United 93 – Tim Bevan, Lloyd Levin và Paul Greengrass | Đạo diễn, Biên kịch, Nhà sản xuất đầu tay người Anh nổi bật Red Road – Andrea Arnold (Đạo diễn) - Black Sun – Gary Tarn (Đạo diễn) - London to Brighton – Paul Andrew Williams (Đạo diễn) - Pierrepoint – Christine Langan (Sản xuất) - Rollin' with the Nines – Julian Gilbey (Đạo diễn) |
| Phim hoạt hình ngắn hay nhất Guy 101 – Ian Gouldstone - Dreams and Desires: Family Ties – Les Mills và Joanna Quinn - Peter & the Wolf – Hugh Welchman, Alan Dewhurst và Suzie Templeton | Phim ngắn hay nhất Do Not Erase – Asitha Ameresekere - Care – Rachel Bailey, Tracy Bass và Corinna Faith - Cubs – Lisa Williams và Tom Harper - Hikikomori – Karley Duffy và Paul Wright - Kissing, Ticking and Being Bored – David Smith và Jim McRoberts |
| Phim hoạt hình hay nhất Happy Feet – George Miller - Vương quốc xe hơi – John Lasseter - Flushed Away – David Bowers và Sam Fell | Phim không nói tiếng Anh hay nhất Mê cung thần nông – Alfonso Cuarón, Alvaro Augustin và Guillermo del Toro - Apocalypto – Mel Gibson và Bruce Davey - Black Book – Teun Hilte, San Fu Maltha, Jean Meurer và Paul Verhoeven - Rang De Basanti – Ronnie Screwvala và Rakeysh Omprakash Mehra - Volver – Agustín Almodóvar và Pedro Almodóvar |
| Giải Ngôi sao triển vọng Eva Green - Ben Whishaw - Cillian Murphy - Emily Blunt - Naomie Harris | |

## Thống kê
| Số lượng | Phim                                          |
| -------- | --------------------------------------------- |
| 10       | The Queen                                     |
| 9        | Sòng bạc hoàng gia                            |
| 8        | Mê cung thần nông                             |
| 7        | Babel                                         |
| 6        | Điệp vụ Boston                                |
| 6        | Little Miss Sunshine                          |
| 6        | United 93                                     |
| 5        | Yêu nữ thích hàng hiệu                        |
| 5        | Vị vua cuối cùng của Scotland                 |
| 5        | Cướp biển vùng Caribbe 2: Chiếc rương tử thần |
| 3        | Children of Men                               |
| 3        | Marie Antoinette                              |
| 3        | Notes on a Scandal                            |
| 2        | Giấc mơ danh vọng                             |
| 2        | Happy Feet                                    |
| 2        | The History Boys                              |
| 2        | Venus                                         |
| 2        | Volver                                        |

| Số lượng | Phim                          |
| -------- | ----------------------------- |
| 3        | Vị vua cuối cùng của Scotland |
| 3        | Mê cung thần nông             |
| 2        | Children of Men               |
| 2        | Little Miss Sunshine          |
| 2        | The Queen                     |
| 2        | United 93                     |

## Tưởng nhớ
- Jack Wild
- Johnny Sekka
- Teddy Joseph
- Derek Bond
- Philippe Noiret
- Henry Bumstead
- Shohei Imamura
- Alida Valli
- Garth Thomas
- Gordon Parks
- Carlo Ponti
- Glenn Ford
- Jack Palance
- Patrick Allen
- Peter Benchley
- June Allyson
- Sven Nykvist
- William Franklyn
- Val Guest
- Malcolm Arnold
- Kenneth Griffith
- Maureen Stapleton
- Peter Boyle
- Mitzi Cunliffe
- Robert Altman